# خوارز (فیلم)
خوارز (انگلیسی: Juarez) فیلمی در ژانر زندگینامه‌ای و درام به کارگردانی ویلیام دیترله است که در سال ۱۹۳۹ منتشر شد.

## بازیگران
- پل مونی
- بت دیویس
- برایان اهرن
- جان گارفیلد
- کلود رینس
- گیل سوندرگارد
- جوزف کالیا
- گیلبرت رولان
- لوئیس کالهرن
- هنری اونیل
- مونتاگو لاو
- دونالد کریسپ
- ولادیمیر سوکولوف
- اروینگ پیکل
- مونته بلو
- هری دونپورت
- کلودیا دل
- استارت هولمز
- نوبل جانسون
- فرانک رایشر
- جان میلجان
- رابرت وارویک
- والتر کینگزفورد
- ویلیام ادموندز
- پل پورکازی